# Weststellingwerf
Weststellingwerf (Weststellingwerf en neerlandès Weststellingwarf en stellingwerfs) és un municipi de la província de Frísia, al nord dels Països Baixos. L'1 de gener de 2009 tenia 25.779 habitants repartits per una superfície de 228,36 km² (dels quals 6,83 km² corresponen a aigua). Al territori no es parla frisó sinó stellingwerfs, una varietat del baix saxó neerlandès. Limita al nord amb Skarsterlân, Heerenveen i Ooststellingwerf, a l'oest amb Lemsterland i al sud Steenwijkerland (Overijssel) i Westerveld (Drenthe).

## Administració
El consistori actual, després de les eleccions municipals de 2007, és dirigit per G. van Klaveren. El consistori municipal consta de 21 membres, compost per:
- Partit del Treball, (PvdA) 8 escons
- Crida Demòcrata Cristiana, (CDA) 4 escons
- Partit Popular per la Llibertat i la Democràcia, (VVD) 4 escons
- Weststellingwerfs Belang, 3 escons
- GroenLinks, 2 escons

## Personatges il·lustres
- Peter Stuyvesant